# Ісраель Лопес Ернандес
Ісраель Лопес Ернандес (ісп. Israel López, нар. 29 вересня 1974, Мехіко) — мексиканський футболіст, що грав на позиції півзахисника, зокрема за «УНАМ Пумас», «Толуку», а також за національну збірну Мексики.

## Клубна кар'єра
У дорослому футболі дебютував 1993 року виступами за команду «УНАМ Пумас», в якій провів вісім сезонів, взявши участь у 238 матчах чемпіонату. Більшість часу, проведеного у складі «УНАМ Пумас», був основним гравцем команди.
Згодом з 2001 по 2011 рік грав у складі команд «Гвадалахара», «Толука», «Крус Асуль», «Некакса» та «Текос».
Завершував ігрову кар'єру у команді «Керетаро», за яку виступав протягом 2011—2012 років.

## Виступи за збірні
2004 року  захищав кольори олімпійської збірної Мексики. У складі цієї команди провів 3 матчі і був учасником  футбольного турніру на Олімпійських іграх 2004 року в Афінах.
Раніше, щн 2000 року дебютував в офіційних матчах у складі національної збірної Мексики. У складі цієї збірної був учасником розіграшу Золотого кубка КОНКАКАФ 2005 року у США.
Загалом протягом восьмирічної кар'єри в національній команді провів у її формі 29 матчів.